# Schaf-Schwingel
Der Begriff Schaf-Schwingel beschreibt die zu den Süßgräsern (Poaceae) gehörende sehr heterogene, formenreiche Schaf-Schwingel-Gruppe (Festuca ovina agg.) (= Sammelart). Sie umfasst nahe verwandte, in ihrer Gestalt sehr ähnliche Sippen (Taxa), die sich nach Aufblühzeitpunkten, verschiedenen Differenzen in Blatt- und Blütenmerkmalen sowie nach ihren ökologischen Präferenzen und ihrer geographischen Verbreitung differenzieren lassen.

## Verbreitung
Der Schaf-Schwingel ist je nach Sippe in ganz Europa, im gemäßigten Asien, Nordafrika und Nordamerika  unterschiedlich verbreitet.

## Beschreibung
Bei den Arten der Gruppe handelt es sich um mehrjährige krautige Pflanzen. Die Gräser erreichen Wuchshöhen bis zu 60 Zentimetern. Sie sind von dichtem horstförmigem Wuchs mit borstlichen bis binsenförmigen, fest zusammengefalteten Blättern. Sie sind hell- bis dunkelgrün, blaugrau bereift oder unbereift (abwischbare Wachsschicht). Die Blattscheiden sind im Gegensatz zur Sammelart Festuca rubra agg. höchstens im unteren Drittel geschlossen. Die Blatthäutchen sind kurz und unscheinbar. Am Übergang von der Blattscheide zur Blattspreite sind kleine runde Öhrchen entwickelt. 
Die Rispen werden bis zu 12 Zentimeter lang. Sie sind vor und nach der Blüte zusammengezogen. Die Rispenäste stehen aufrecht. Der unterste Ast erreicht etwa ein Drittel der Rispenlänge. Die Ährchen sind länglich-eiförmig und grün bis purpurn überlaufen. Sie sind drei- bis achtblütig. Die Hüllspelzen sind schmal lanzettlich und auf dem Kiel kurz bewimpert. Die Deckspelzen sind begrannt oder unbegrannt. Die Blütezeit erstreckt sich von April bis Oktober, je nach Sippe jedoch unterschiedlich.
Die Merkmale werden innerhalb der verschiedenen Sippen vielfältig variiert und es existieren zahlreiche Übergänge, sodass eine Bestimmung nicht selten erschwert ist. Inzwischen wurden gute Erkennungsmerkmale wie Blattquerschnitte und darin erkennbare Leitbündel und Sklerenchymstränge (strangartiges Verstärkungsgewebe) erarbeitet.

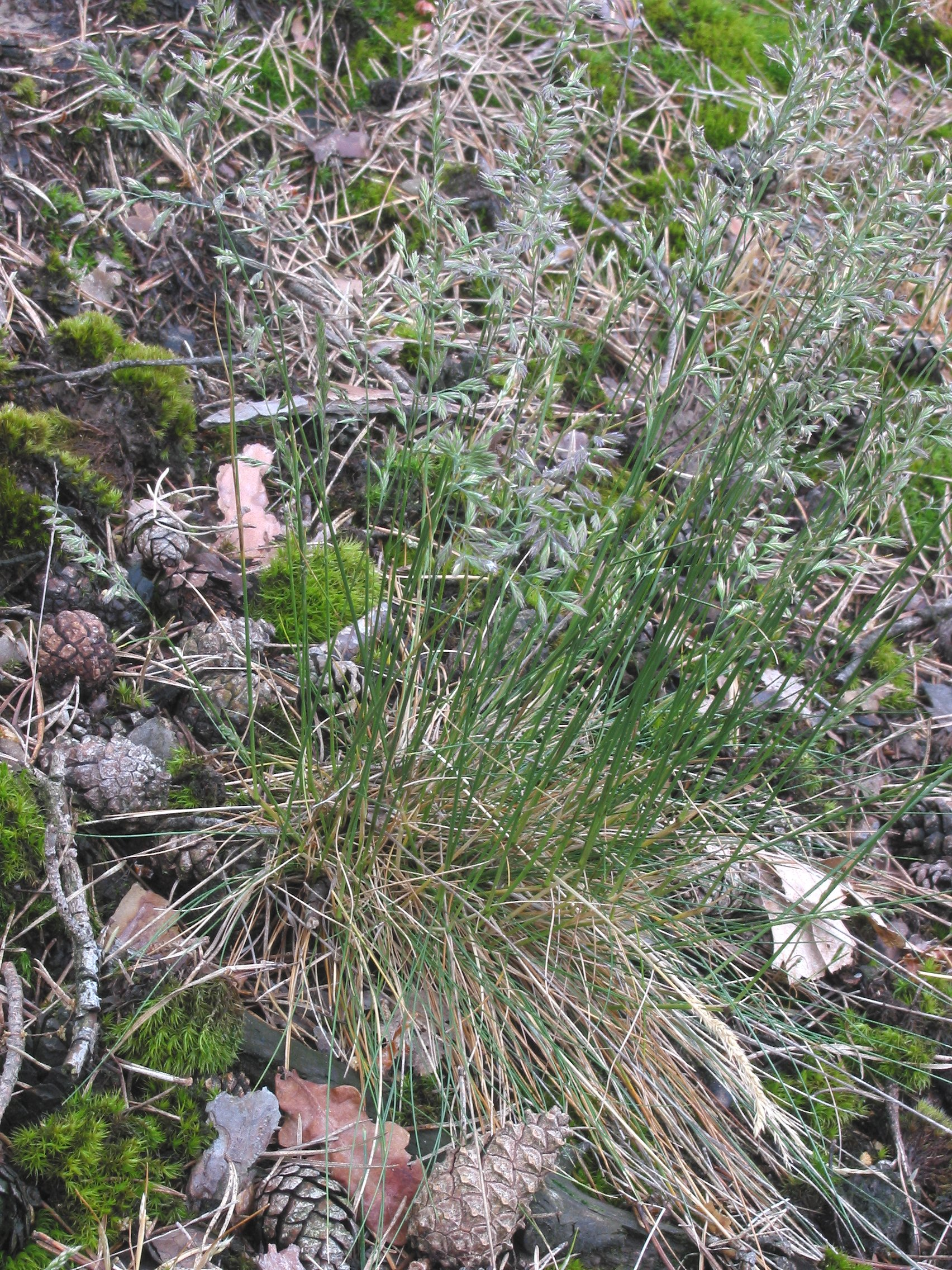
Echter Schaf-Schwingel (Festuca ovina), Habitus
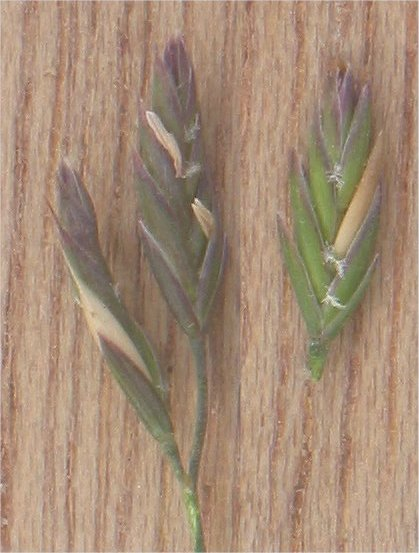
Ährchen
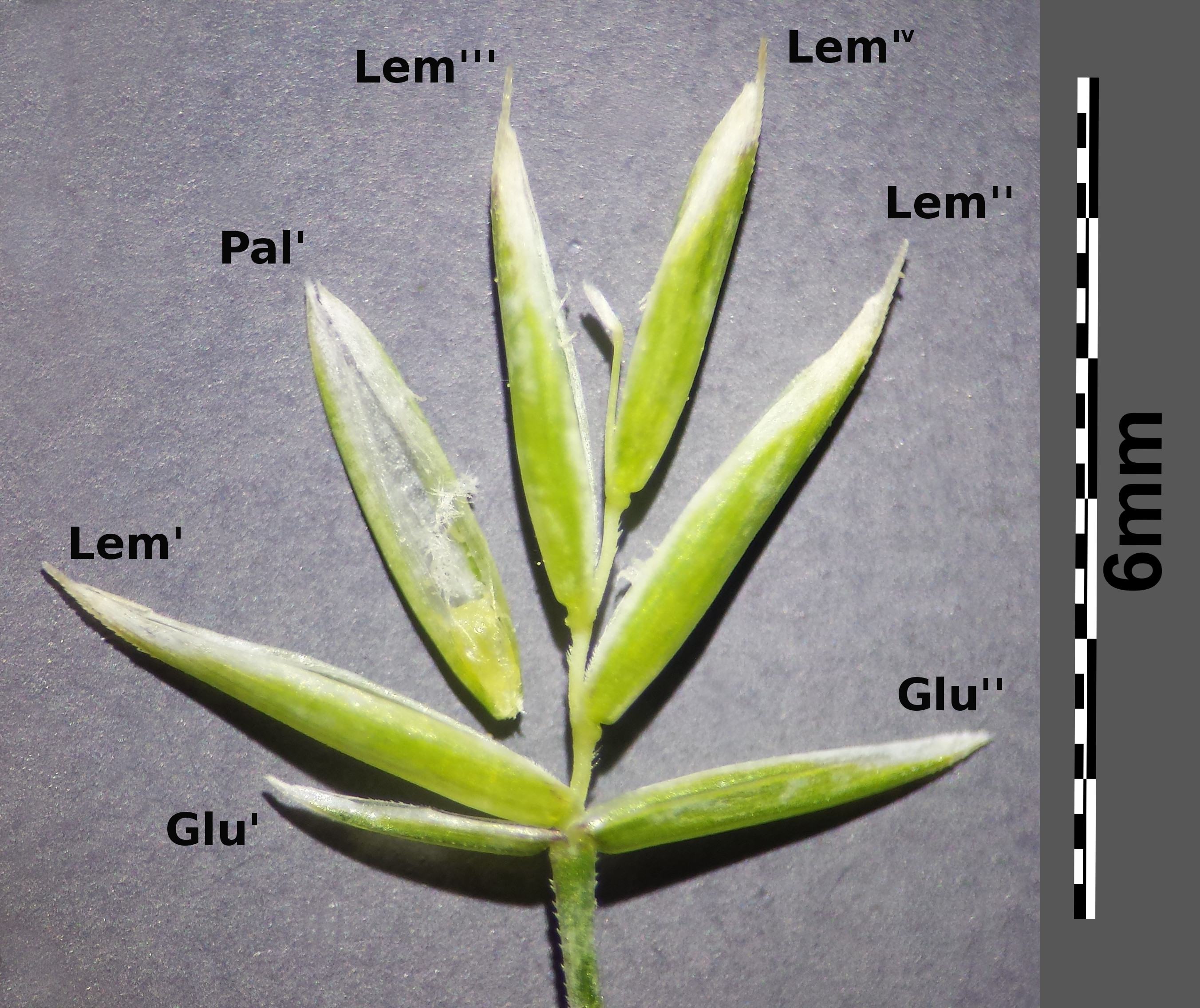
Ährchen von Festuca vaginata
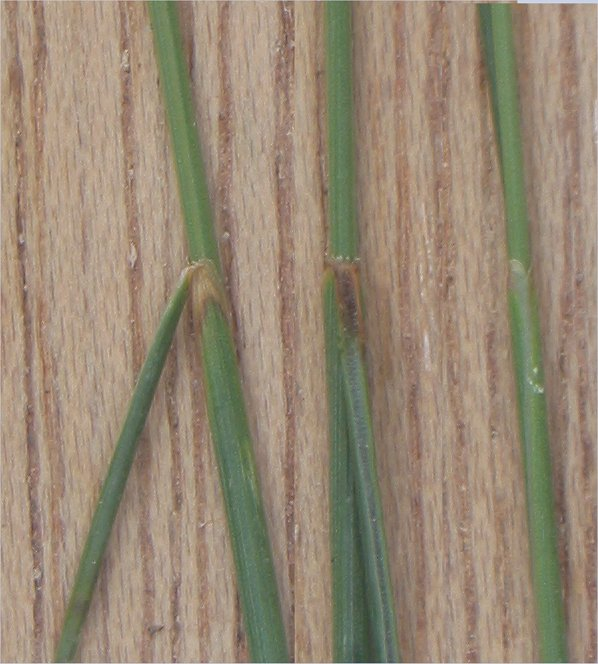
Blatthäutchen
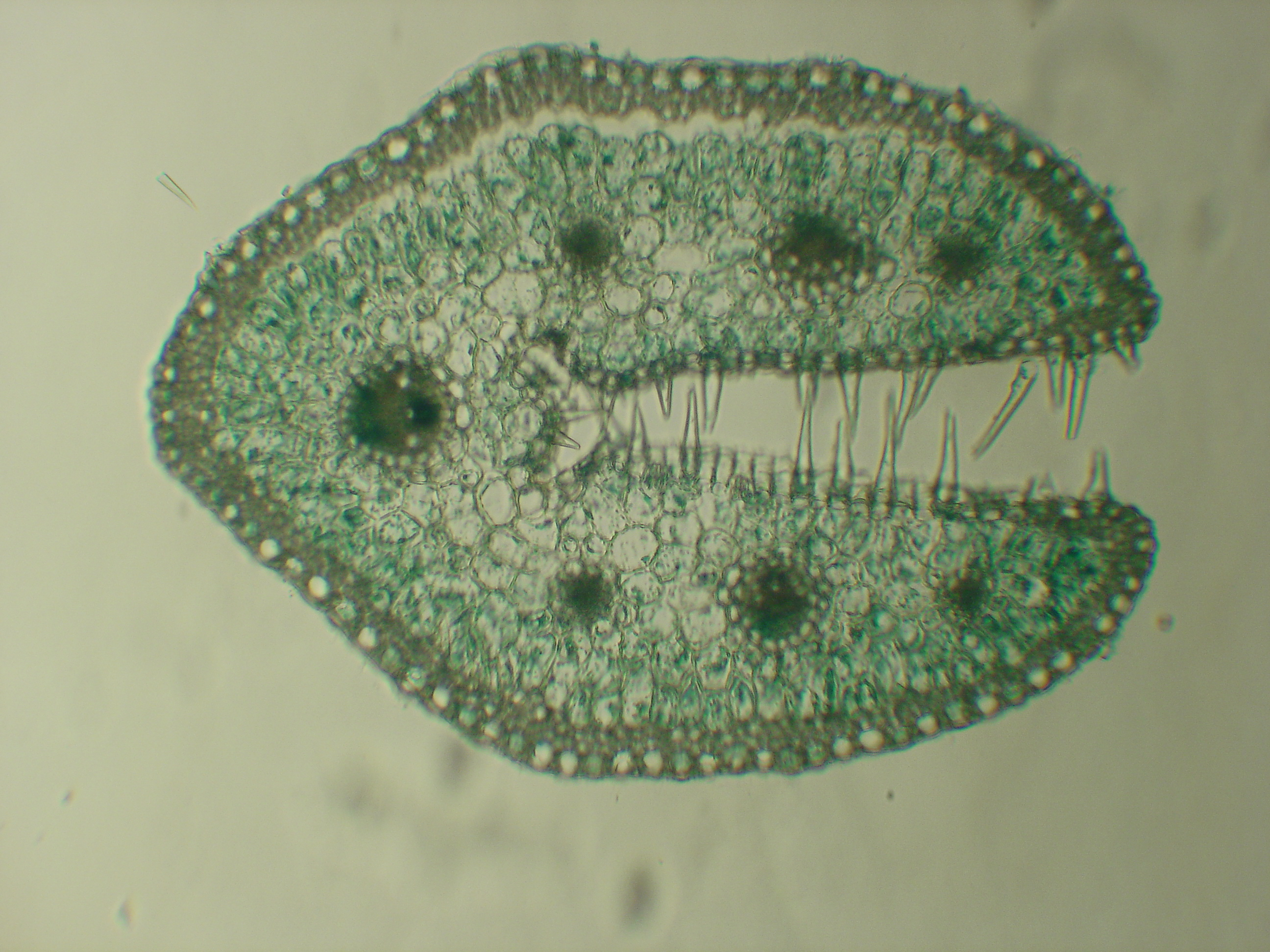
Querschnitt des Halms, 125-fach vergrößert
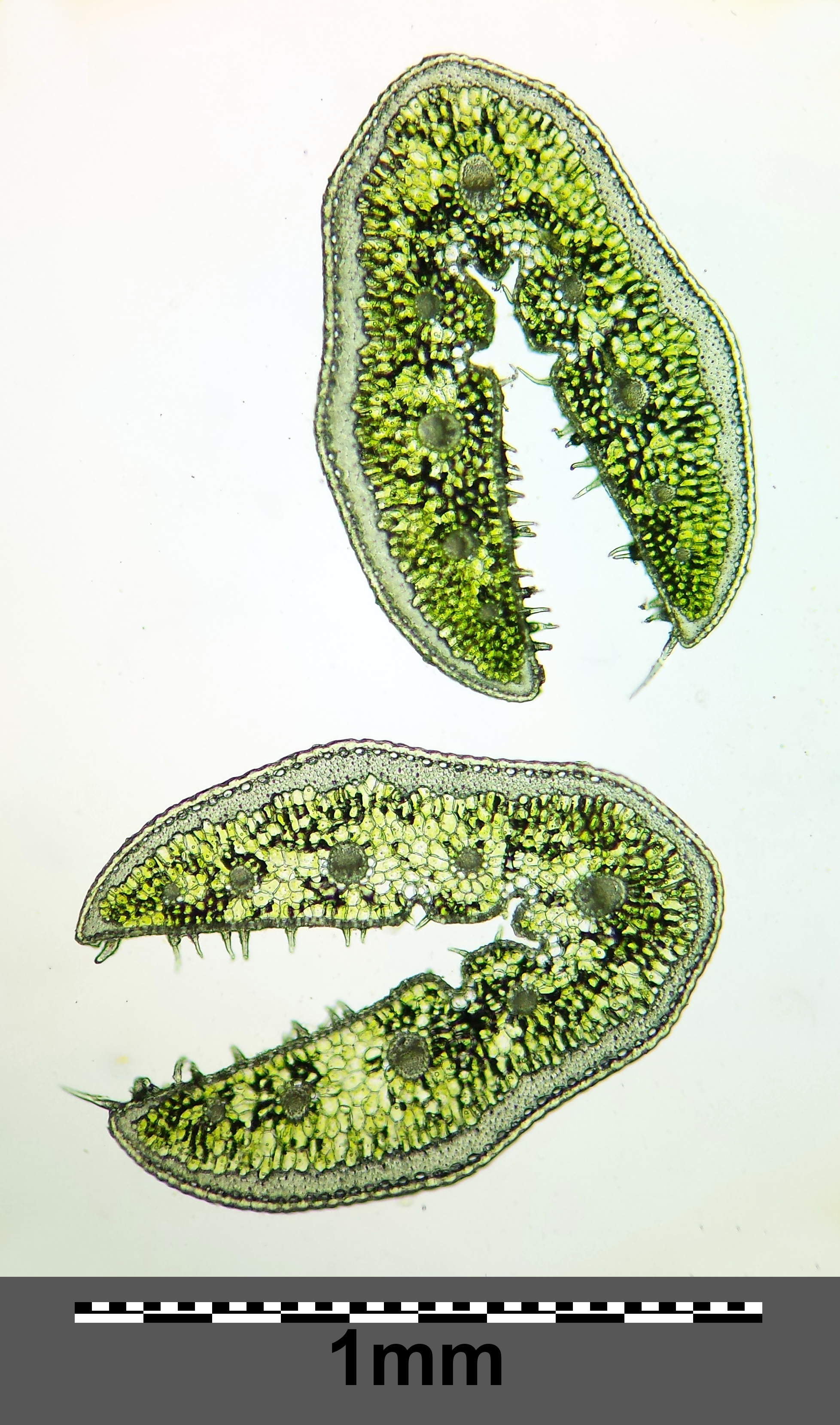
Spreitenquerschnitte von Festuca pallens var. pallens
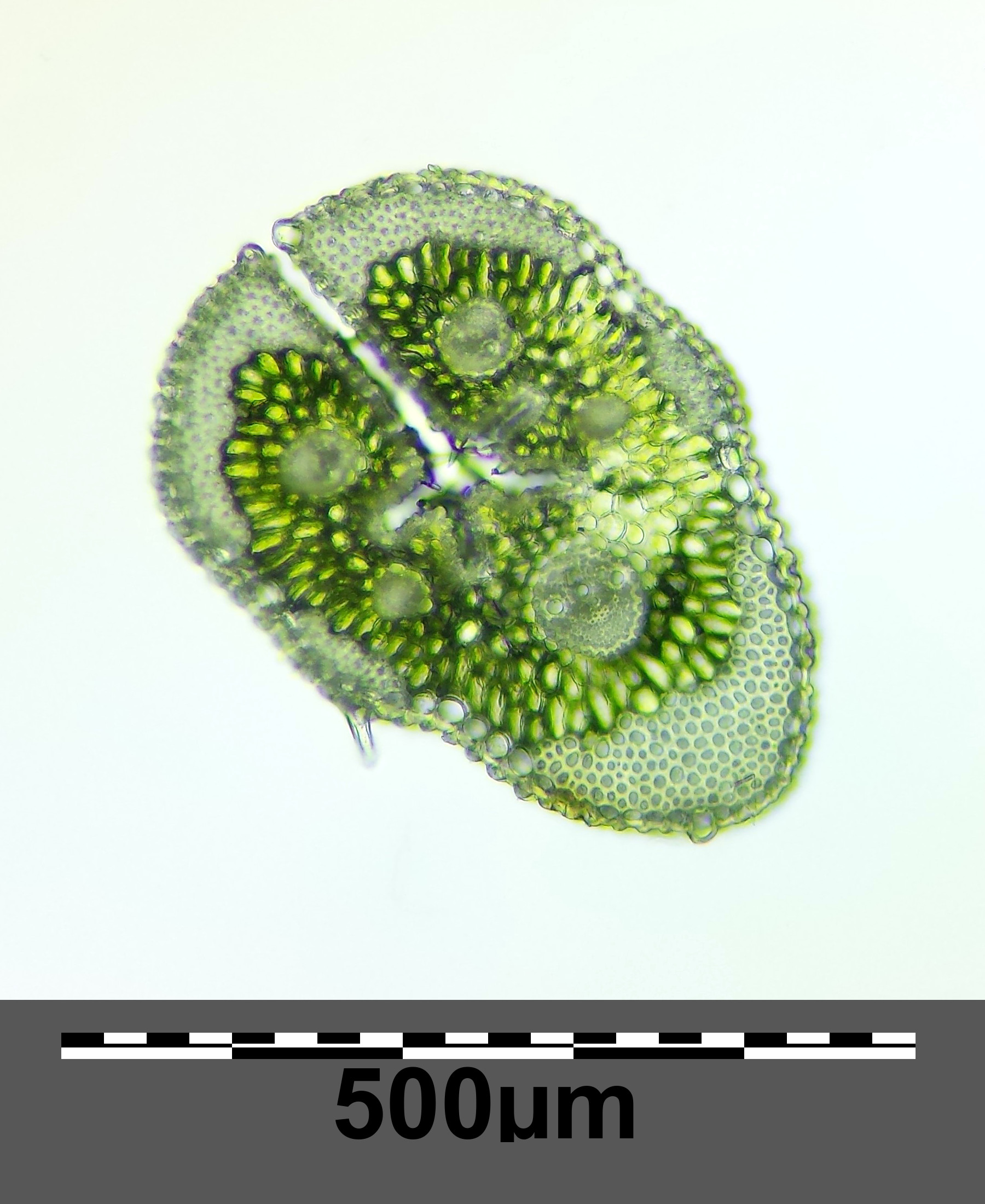
Spreitenquerschnitt von Festuca valesiaca s. str.
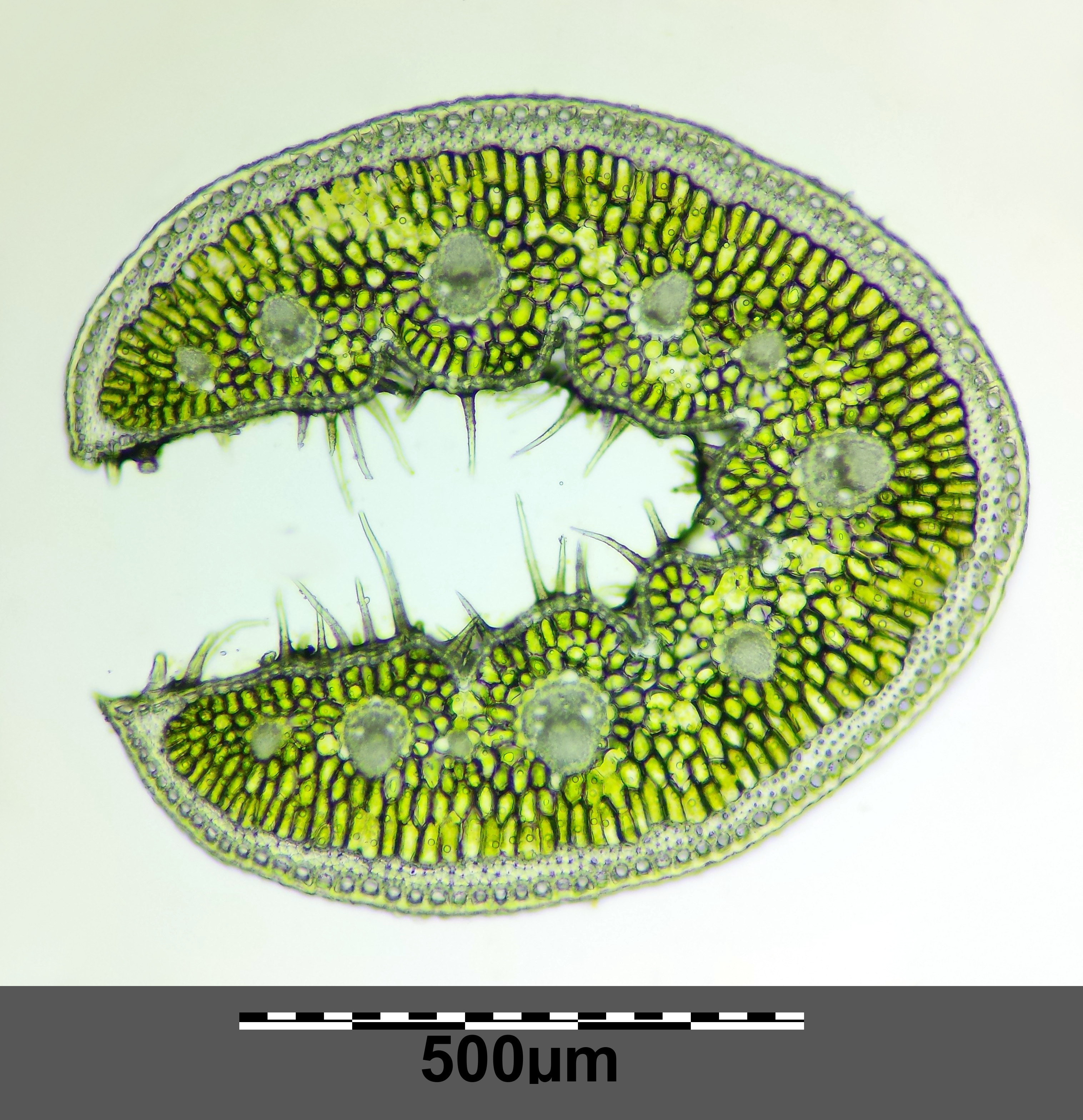
Spreitenquerschnitt von Festuca vaginata
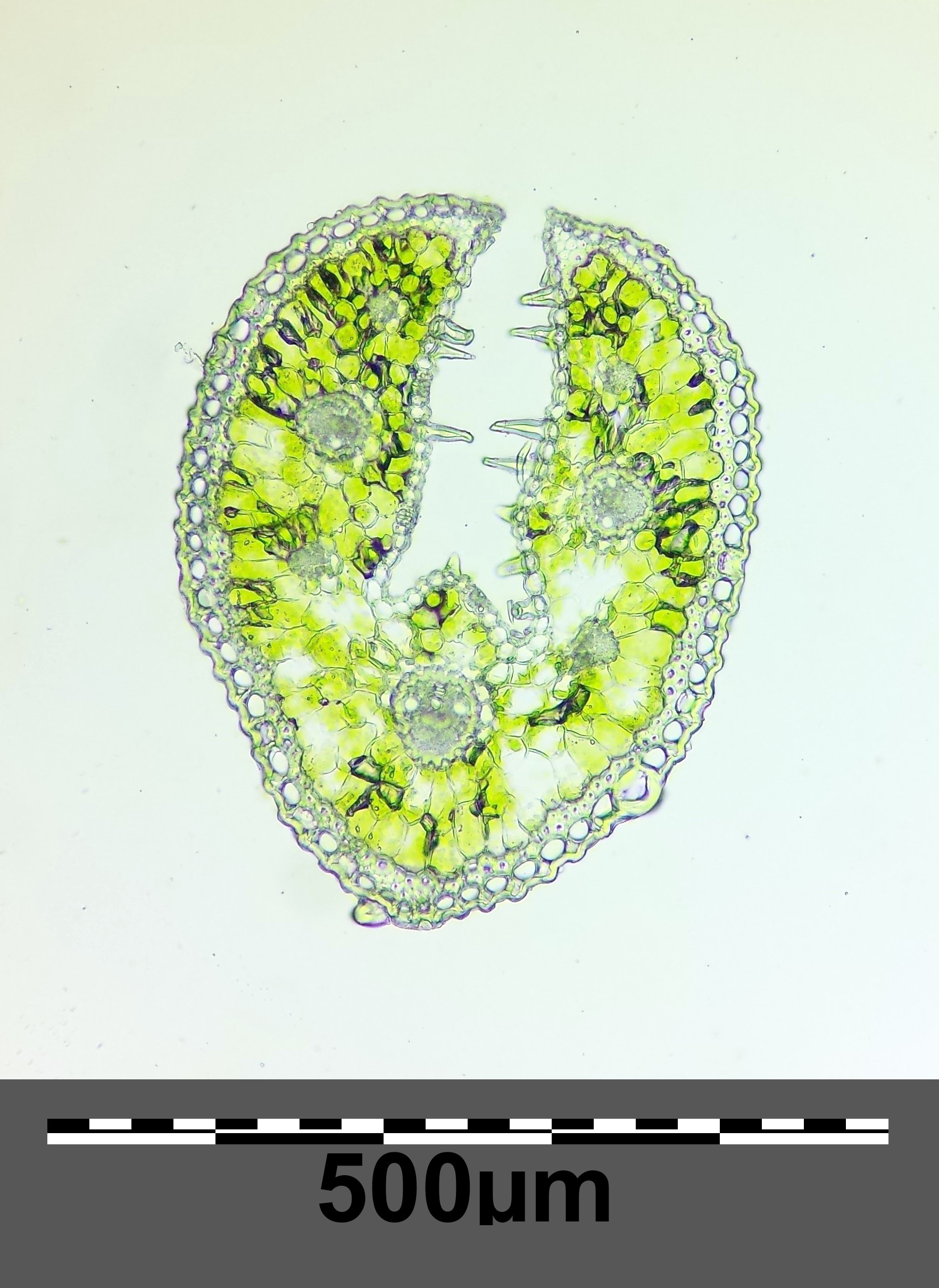
Spreitenquerschnitt von Festuca guestfalica
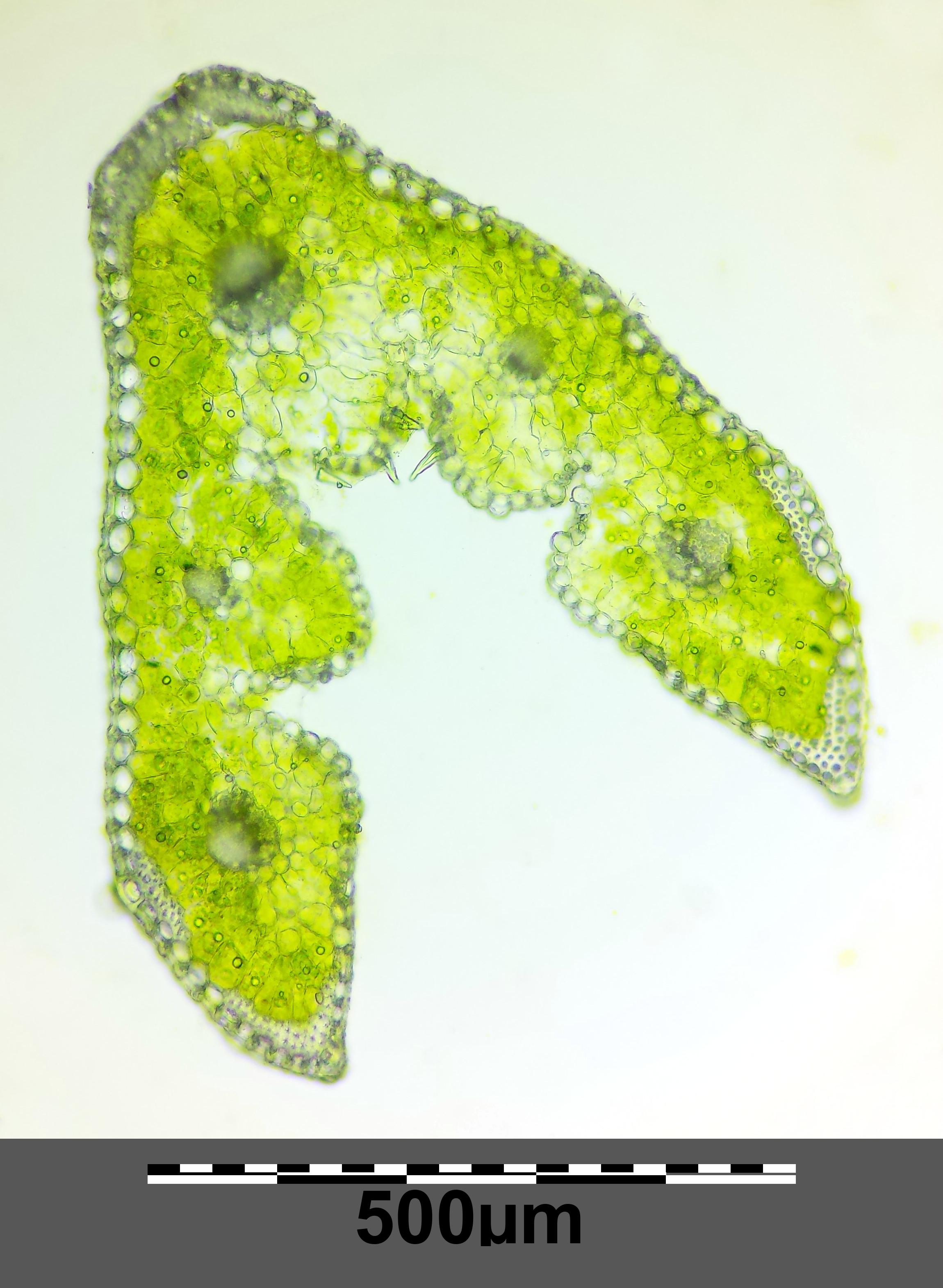
Spreitenquerschnitt von Festuca rupicola

## Kleinarten
Die Artenliste richtet sich nach einer Bearbeitung von E. Patzke & G. H. Loos und umfasst einen Komplex sehr ähnlicher, zum Teil noch unbeschriebener Sippen.
| Deutscher Name                         | Wissenschaftlicher Name                                  | Lebensräume |
| -------------------------------------- | -------------------------------------------------------- | --- |
| Walliser Schaf-Schwingel               | Festuca valesiaca Schleich. ex Gaudin                    | subkontinentale Halbtrockenrasen |
| Falscher Schaf-Schwingel               | Festuca pulchra Schur                                    | subkontinentale Halbtrockenrasen, Scher- und Parkrasen, kurzlebige Ruderalfluren, Spundwände |
| Furchen-Schaf-Schwingel                | Festuca rupicola Heuff.                                  | Felsbandrasen auf Kalk, Trocken- und Halbtrockenrasen, halbruderale Quecken-Trockenfluren, Böschungen ohne Gehölze, Bodenabbauflächen |
| Siebennerviger-Furchen-Schaf-Schwingel | Festuca sulcatiformis (Markgr.-Dann.) Patzke & G.H. Loos | Felsbandrasen auf Kalk |
| Raublättriger Schaf-Schwingel          | Festuca brevipila R. Tracey                              | Felsbandfluren, Trocken- und Halbtrockenrasen, kurzlebige Ruderalfluren, Scher- und Parkrasen, Eisenbahngelände, Böschungen ohne Gehölze, Ödland und Siedlungsbrachen, Bodenabbauflächen                                                                                                   |
| Duvals Schaf-Schwingel                 | Festuca duvalii (St.-Yves) Stohr                         | Federgras-Steppenrasen, Blauschillergras-Sandsteppen |
| Eigentlicher Schaf-Schwingel           | Festuca ovina L.                                         | abgetorfte Flächen, bodensaure Eichenmischwälder, Nadelholzforsten, Zwergstrauchheiden, Magerrasen, kurzlebige Ruderalfluren, Verkehrswege, Ödland und Siedlungsbrachen, Wildläger |
| Grannenloser Schaf-Schwingel           | Festuca filiformis Pourr.                                | bodensaure Eichenmischwälder, Nadelholzforsten, Felsrasen, Sandmagerrasen, Borstgrastriften der Tieflagen auf trockenen Standorten, kurzlebige Ruderalfluren, Verkehrswege, Ödland und Siedlungsbrachen                                                                                    |
| Patzkes Schaf-Schwingel                | Festuca patzkei Markgr.-Dann.                            | wärmeliebende Silikat-Felsgrusrasen, Felsbandrasen |
| Ungarischer Schaf-Schwingel            | Festuca pannonica Wulfen ex Host                         | Felsrasen |
| Glatter Schaf-Schwingel                | Festuca laevigata Markgr.-Dann.                          | trockenheitsertragende Polsterseggen- und Blaugras-Horstseggenrasen, Felsrasen, Trocken- und Halbtrockenrasen |
| Kleiner Schaf-Schwingel                | Festuca airoides Lam.                                    | Bärwurz-Magerrasen, montane und alpine Borstgrasrasen |
| Harter Schaf-Schwingel                 | Festuca guestfalica Boenn. ex Rchb.                      | Eichen-Hainbuchenwälder, wärmeliebende Eichenmischwälder, Kiefer-Trockenwälder, Trocken- und Halbtrockenrasen, Glatthafer-Talfettwiesen, trockene Kalk-Pfeifengraswiesen, Staudenfluren und Säume trockener Standorte, kurzlebige Ruderalfluren, Verkehrswege, Ödland und Siedlungsbrachen |
| Galmei-Schaf-Schwingel                 | Festuca aquisgranensis Patzke & G.K.Br.                  | Schwermetallrasen, Galmeifluren |
| Lémans Schaf-Schwingel                 | Festuca lemanii Bastard                                  | Sandmagerrasen, Spundwände |
| Langblättriger Schaf-Schwingel         | Festuca longifolia Thuill.                               | Silbergrasfluren offener Flugsande |
| Derber Schaf-Schwingel                 | Festuca heteropachys (St.-Yves) Patzke ex Auquier        | Felsrasen, Sandmagerrasen |
| Bleicher Schaf-Schwingel               | Festuca pallens Host                                     | Felsbandrasen, bodensaure Trockenrasen |
| Dünen-Schaf-Schwingel                  | Festuca polesica Zapal.                                  | Küsten-Sandschillergras-Rasen, Grasnelkenfluren, Silbergrasfluren offener Flugsande, Blauschillergras-Sandsteppen |
| Sand-Schaf-Schwingel                   | Festuca psammophila (Hack. ex Čelak.) Fritsch            | Blauschillergras-Sandsteppen, kurzlebige Ruderalfluren |
| Scheiden-Schaf-Schwingel               | Festuca vaginata Waldst. & Kit. ex Willd.                | Blauschillergras-Sandsteppen |

## Verwendung
Schaf-Schwingel kommen meist auf extremen Standorten vor, wo anspruchsvollere Futtergräser nicht mehr gedeihen und sie von diesen nicht verdrängt werden können. Sie werden selbst von Schafen nur ungern gefressen. Auch das Heu gilt als minderwertig. Schaf-Schwingel behindert oft mit seinem dichten Stand und schlecht zersetzbaren Resten den Wasser- und Luftwechsel im Boden. Er wird aber als Untergras für sonnige, trockene Lagen auf nährstoffarmen Böden empfohlen. Auch zur Bodenbefestigung auf trockenen Hängen und Böschungen ist die Art in Saatgutmischungen von Bedeutung.